# 弄岗马兜铃
弄岗马兜铃（学名：Aristolochia longgangensis）为马兜铃科马兜铃属下的一个种。分布于中国广西及越南。其种加词“longgangensis”意为“广西龙州县㟖岗国家级自然保护区的”。

## 形态
叶片心形或近圆形；花被舌片先端延伸成长1-3厘米线形而弯扭的尾尖。